# Yelnya

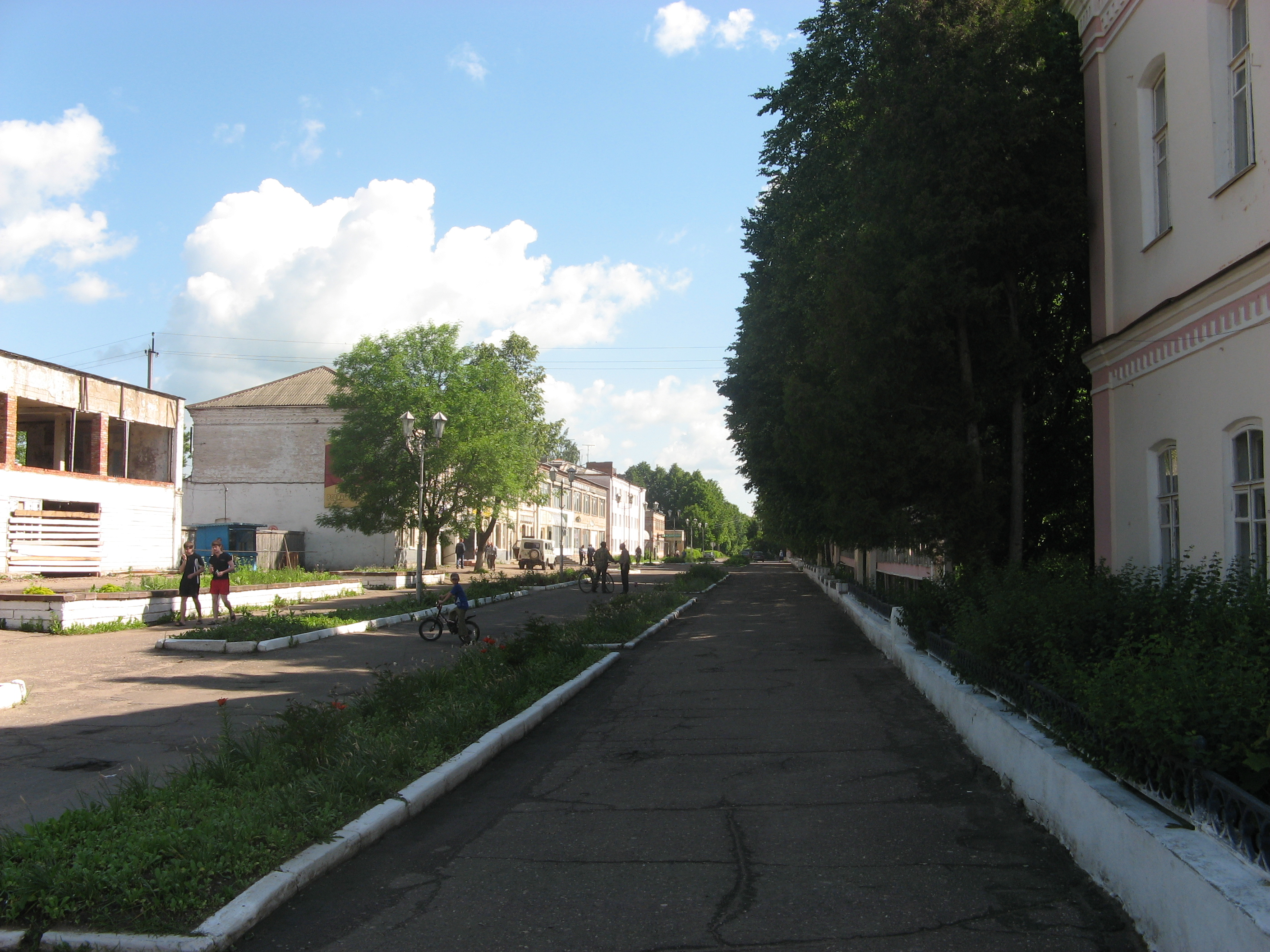
Rua de Yelnya.

Yelnya (em russo:  Ельня) é uma cidade e o centro administrativo do distrito de Yelninsky, na oblast de Smolensk, na Rússia, localizado no rio Desna, a 82 quilômetros de Smolensk, o centro administrativo da oblast.

## História

### Segunda Guerra Mundial
Durante a Grande Guerra Patriótica, Yelnya foi um lugar de várias batalhas importantes. Em 30 de agosto de 1941, tornou-se o lugar da Ofensiva de Yelnya, a primeira operação ofensiva de sucesso das tropas soviéticas na Grande Guerra Patriótica. Em 1942, o distrito de Yelninsky tornou-se parte do chamado "Krai Partisan Dorogobuzh". A guarnição alemã na cidade não conseguiu controlar os territórios rurais que estavam efetivamente sob controle de partisans. Em março de 1942, os partisans libertaram a cidade, matando mais de mil soldados nazistas, mas em três dias, em 18 de março de 1942, foram forçados a recuar para as florestas. 289 judeus costumavam morar em Yelnya em 1939, mas em março de 1942, 230 judeus foram assassinados por unidades alemãs Einsatzgruppen.